# Cuproaluminium et bronze d'aluminium
Le cuproaluminium est un alliage de cuivre et d'aluminium. Il possède une très bonne résistance à la corrosion marine et une dureté 1,5 fois supérieure à celle d'un bronze classique. Certains cuproaluminiums au manganèse (CuAl15Fe4Mn) atteignent des duretés comparables à celles des aciers spéciaux (Hb>360 Brinell).
Le bronze d'aluminium désigne à l'origine l'alliage de cuivre avec l'aluminium, c'est-à-dire un "bronze" spécifique où l'étain a été remplacé par l'aluminium. Certains alliages, également dorés comme le bronze, à base de divers cuproaluminium ont gardé cette dénomination. La nomenclature chimique récente a préféré le terme précis cuproaluminium.

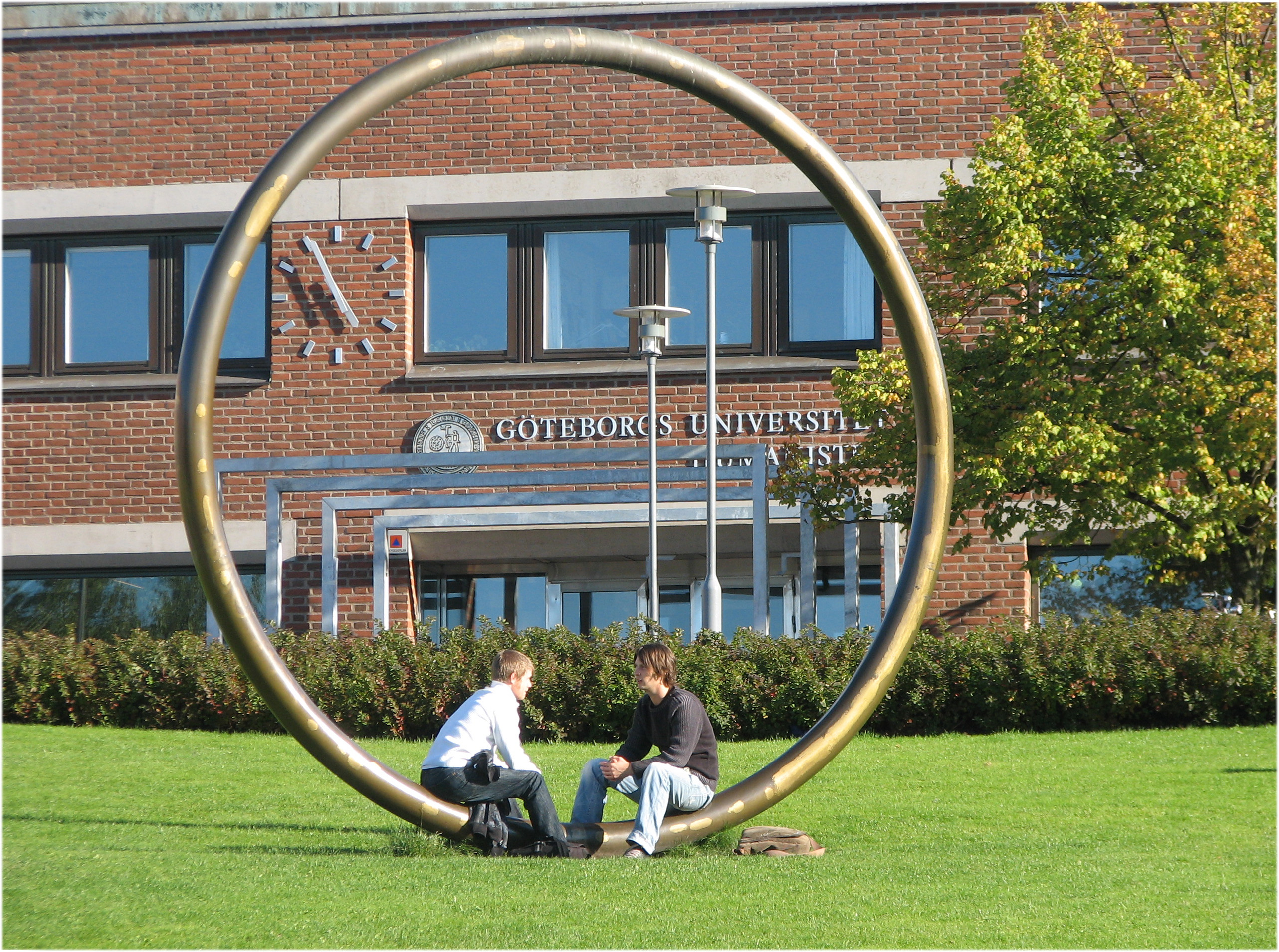
Anneau solaire dit Solringen en septembre 2007, sculpture en bronze d'aluminium de Claes Haeke sur le parc Renström proche de l'université de Göteborg

## Domaines d'applications des cuproaluminium
- Très bonne résistance à la corrosion saline,
- Bonnes aptitudes aux frottements dans des conditions de charges et de température élevées,

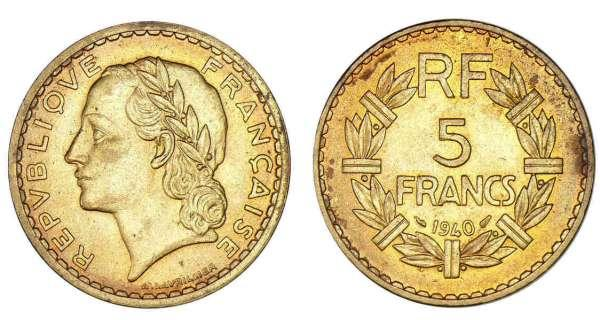
Pièce de 5 F en bronze d'aluminium émise en 1940 après la défaite, Monnaie de Paris

- Pièces marines,
- Connecteurs,
- Boulonnerie,
- Raccords.

.

## Alliages monétaires à base de cuproaluminium
Utilisé pour couler et forger des pièces de monnaie ou médailles, l'alliage jaune cuivré et doré, dit "bronze d'aluminium", à 8 ou 9 % d'aluminium et à teneur non négligeable de Fe, Mn et Ni s'est généralisé durant l'entre-deux-guerres. Il constitue en Allemagne la matière métallique des pièces de cinquante pfennig de 1923 à 1925, et surtout les petites pièces frappées de 5 et 10 pfennig de 1923 à 1939.

## "Bronze d'aluminium" avant et pendant laBelle Époque
Mis au point par le métallurgiste Sainte-Claire Deville, le bronze d'aluminium est un alliage léger de cuivre Cu et d'aluminium Al, qui pouvait être laminé sans avoir été trempé, être forgé au marteau et s'étirer facilement en fils et tubes de toute grosseur. Cet alliage expérimental, autrefois onéreux avant la production d'alumine à partir de la bauxite, selon le procédé Bayer en 1887, et la mise au point des procédés d'électrolyse de l'alumine par Paul Héroult ou Charles Martin Hall en 1886, ne comportait pas d'étain, puisque l'aluminium, moins dense et à grande capacité calorifique, prenait sa place. Il conserve longtemps son brillant, ne nécessite guère d'entretien, et reste peu altérable à l'air et aux acides, à l'instar de l'aluminium protégé par sa couche de passivation. Il diffère ainsi des bronzes classiques, lourds, à base de Cu/Sn, et mis en forme de manière unique et contraignante, concrètement par un dispositif à coulée dans un moule.
Il n'est pas soumis aux inconvénients de la décomposition par liquation, car les deux métaux Cu et Al présentent une grande affinité chimique, que l'opérateur plaçant dans le creuset de cuivre fondu les petits lingots d'aluminium, peu denses, peut observer. L'abaissement de la température est d'abord notable, l'absorption de chaleur nécessaire à la fusion de l'aluminium est importante au point que le cuivre peut reprendre son état solide. L'agitation avec une barre de fer permet au mieux l'homogénéisation du mélange fondu, et alors que le creuset est placé hors du fourneau, la température du mélange s'élève jusqu'au blanc éblouissant et la masse de l'alliage formé devient fluide comme de l'eau. Cet énorme dégagement de chaleur, manifestation caractéristique de la réaction exothermique de formation, est rarement observé lors de la formation des alliages usuels. L'usine de Nanterre, de MM P. Morin et Cie, en relation avec le laboratoire de Sainte-Claire Deville à l'école normale supérieure  fabriquait déjà au tournant des années 1870 trois alliages, respectivement à 5 %, 7,5 % et 10 % d'aluminium, alors toujours très onéreux.
La dégringolade des coûts de fabrication a été spectaculaire avec l'essor industriel de procédés mentionnés concernant l'alumine et sa transformation en Al, à la fin de la Belle Époque.